# Type 96 (obice)
L'obice da 15 cm Type 96  (九六式十五糎榴弾砲?, Kyūroku-shiki Jyūgo-senchi Ryūdanhō) era un obice da 150 mm usato dall'Esercito imperiale giapponese durante la seconda guerra mondiale. Il pezzo, a partire dal 1937, avrebbe dovuto rimpiazzare il Type 4 presso le unità di prima linea, utilizzando lo stesso munizionamento. Il nome era dovuto all'anno di adozione da parte dell'Esercito imperiale giapponese, anno imperiale 2596, corrispondente al 1936 del calendario gregoriano.

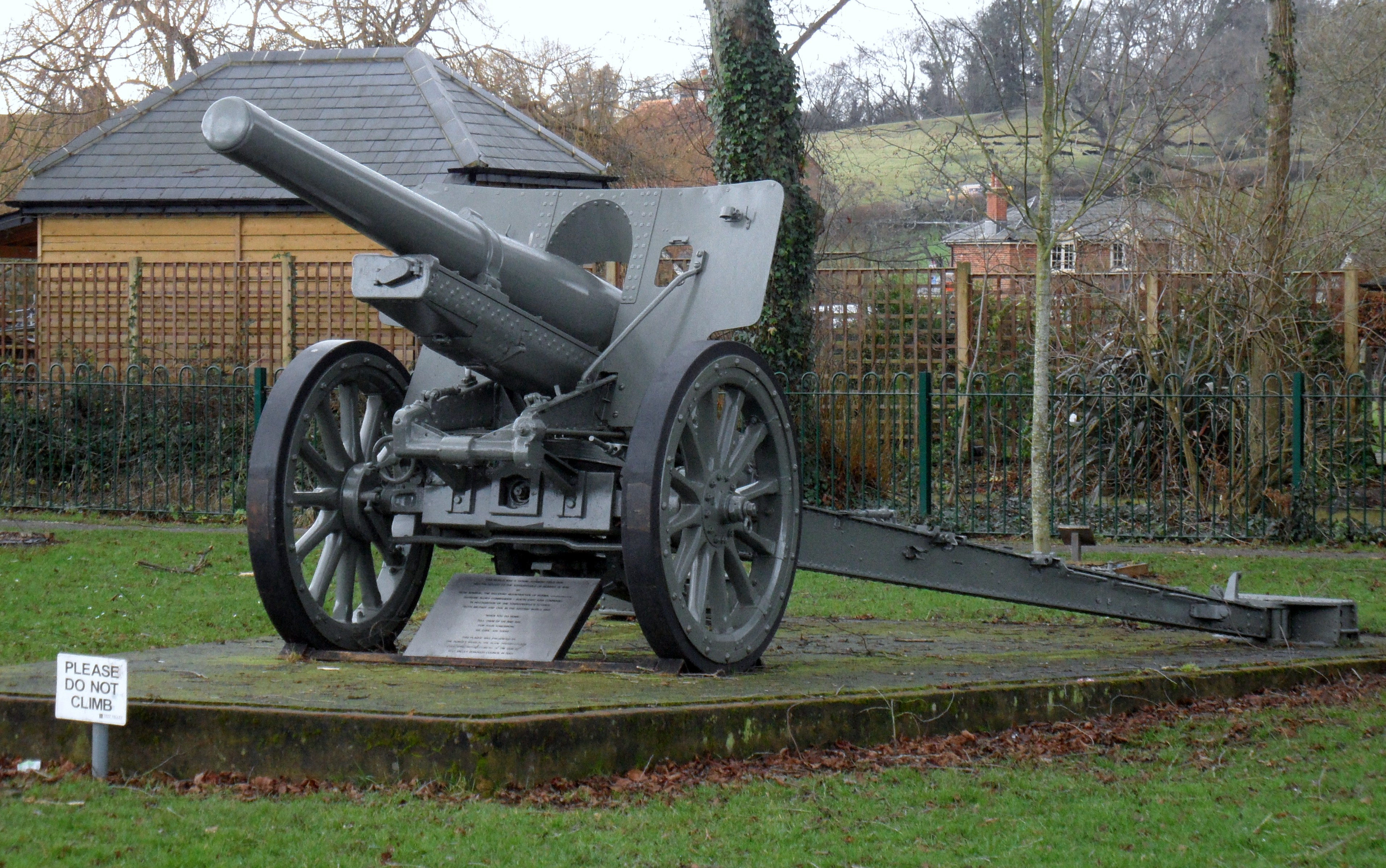

## Storia

### Sviluppo e produzione
Gli studi per sviluppare un nuovo obice campale per l'Esercito imperiale iniziarono nel 1920 e si protrassero per oltre una decade. L'esercito inviò numerosi addetti militari in Europa durante la Grande Guerra, che rimasero impressionati dall'efficacia di un fuoco di sbarramento sostenuto sia contro difese fisse che contro fanterie attaccanti. In base a queste esperienze, l'esercito richiese, tra le specifiche per un nuovo obice, una elevazione fino a 65°, una gittata massima di 10 km e la possibilità di traino da parte di un tiro di sei cavalli. Il nuovo progetto fu pronto nel 1934, ma il Capo di stato maggiore Kazushige Ugaki si oppose alla produzione in serie fino al definitivo perfezionamento del progetto. La produzione iniziò finalmente nel 1937, per un totale di 440 pezzi.

### Impiego operativo
L'obice Type 96 ebbe il battesimo del fuoco nella seconda guerra sino-giapponese, dove ottenne un alto gradimento da parte degli artiglieri. Venne anche impiegato nella battaglia di Khalkhin Gol, durante la guerra di confine sovietico-giapponese.
Dopo l'inizio della guerra del Pacifico, l'obice venne assegnato alle unità giapponesi impegnate nella battaglia di Bataan ed in quella di Corregidor nelle Filippine. Costituì il principale obice pesante dell'artiglieria giapponese fino alla resa del Giappone.

## Tecnica
Secondo l'intelligence statunitense il Type 96 era una delle più moderne, ben progettate ed efficaci artiglierie giapponesi. La bocca da fuoco, con otturatore a vite interrotta, era montata su un robusto affusto a code divaricabili, con ruote in legno dotate di semipneumatici. Una delle caratteristiche salienti era l'estrema elevazione di +65°, alla quale però l'arma poteva sparare solo dopo aver scavato una fossa in corrispondenza della culatta, per consentire il libero rinculo della canna.
Benché prodotto in quantità considerevole, il Type 96 non riuscì a sostituire completamente il Type 4, rispetto al quale era più pesante ma anche dotato di maggiore gittata e soprattutto maggiore mobilità: infatti veniva trainato, solitamente da trattori d'artiglieria, in un unico pezzo, sollevato su una balestra; in batteria invece la balestra era abbassata e l'affusto poggiava direttamente sull'assale.
Il Type 96 utilizzava lo stesso munizionamento semi-fisso del Type 4, che includeva proietti ad alto esplosivo, perforanti, shrapnel, a caricamento chimico, fumogeni e traccianti.